# آلان ديوريت
آلان ديوريت (بالإنجليزية: Alan Durrett)‏ (مواليد 8 يناير 1974) هو سبّاح زامبي، مثّل بلاده في الألعاب الأولمبية الصيفية 1964.

## روابط خارجية
آلان ديوريت على موقع أوليمبيديا (الإنجليزية)